# 羅伊斯頓·史密斯
羅伊斯頓·史密斯（1964年5月13日—）是一位英格蘭政治人物，他的黨籍是保守黨。自2015年開始，他擔任南安普頓伊欽選區選出的英國下議院議員。在從政之前他曾在英國皇家空軍服役。